# Giro dell'Umbria 1950
Il Giro dell'Umbria 1950, ventitreesima edizione della corsa, si svolse il 1º ottobre 1950 su un percorso di 220 km con partenza e arrivo a Collescipoli. Fu vinto dall'italiano Renzo Soldani, il quale concluse la prova in 6h34'42" precedendo per distacco i connazionali Luciano Frosini e Umberto Drei. Completarono la prova 18 dei 45 ciclisti al via.
Organizzato dalla S.S. Edera di Terni, il Giro dell'Umbria 1950 fu riservato a professionisti e indipendenti e valido anche come quarta edizione del Gran Premio Collescipoli.

## Percorso
Partita da Collescipoli (frazione di Terni), la corsa attraversò Terni, il valico della Somma, Spoleto, Foligno, Perugia, Deruta, Todi, Acquasparta, San Gemini, Narni Scalo, Terni per rientrare a Collescipoli dopo 220 km.

## Ordine d'arrivo (Top 10)
| Pos. | Corridore           | Squadra   | Tempo    |
| ---- | ------------------- | --------- | -------- |
| 1    | Renzo Soldani       | Legnano   | 6h34'42" |
| 2    | Luciano Frosini     | Legnano   | a 1'12"  |
| 3    | Umberto Drei        | Benotto   | a 1'29"  |
| 4    | Giuseppe Minardi    | Legnano   | s.t.     |
| 5    | Franco Franchi      | Taurea    | s.t.     |
| 6    | Primo Volpi         | Viscontea | a 2'07"  |
| 7    | Giuseppe Petrocchi  | -         | a 2'18"  |
| 8    | Bruno Giannelli     | Bartali   | a 2'25"  |
| 9    | Alberto Roggi       | Arbos     | a 2'28"  |
| 10   | Giordano Giovannoni | -         | s.t.     |